# ترايكوستاتين
ترايكوستاتين أ (TSA) هو مركب عضوي يعمل كمضاد حيوي مضاد للفطريات ويثبط بشكل انتقائي عائلات الإنزيمات هيستون ديستيلاز هيستون من الصنف الأول والثاني (HDAC)، ولكن ليس من الفئة III HDACs (سرتوين). ومع ذلك هناك تقارير حديثة عن تفاعلات هذا الجزيء مع بروتين سرتوين 6. يمنع ترايكوستاتين دورة الخلية حقيقية النواة خلال بداية مرحلة النمو. يمكن استخدام ترايكوستاتين لتغيير التعبير الجيني عن طريق التدخل في إزالة مجموعات الأسيتيل من الهستونات (هيستون ديسيتيلاس، HDAC) وبالتالي تغيير قدرة عوامل نسخ الحمض النووي للوصول إلى جزيئات الحمض النووي داخل الكروماتين. إنه عضو في فئة أكبر من مثبطات هيستون ديستيلاز (HDIs أو HDACIs) التي لها طيف واسع من الأنشطة اللاجينية. وبالتالي، فإن ترايكوستاتين لديها بعض الإمكانات كدواء مضاد للسرطان. إحدى الآليات المقترحة هي أن ترايكوستاتين يعزز التعبير عن الجينات المرتبطة بالالاستماتة، مما يؤدي إلى بقاء الخلايا السرطانية بمعدلات أقل، وبالتالي إبطاء تطور السرطان. قد تتضمن الآليات الأخرى نشاط HDIs للحث على تمايز الخلايا، وبالتالي تعمل على «إنضاج» بعض الخلايا غير المتمايزة الموجودة في الأورام. لمؤشرات HDI تأثيرات متعددة على جزيئات المستجيب غير الهيستون ، لذا فإن الآليات المضادة للسرطان غير مفهومة حقًا في هذا الوقت.
يمنع ترايكوستاتين HDACs 1 و 3 و 4 و 6 و 10 بقيم IC50 حوالي 20 نانومتر.
تقوم ترايكوستاتين بقمع تعبير IL (إنترلوكين) -1β / LPS (عديد السكاريد الشحمي) / IFNγ (إنترفيرون) الناجم عن أكسيد النيتريك سينثاز 2 (NOS2) في الخلايا الشبيهة بالبلعم الفأري ولكنه يزيد من تعبير NOS2 المحفز بـ LPS في الفئران N9 والخلايا الدبقية الدقيقة للجرذان الأولية.
يرتبط فورينوستات هيكليًا بـ ترايكوستاتين أ ويستخدم لعلاج سرطان الغدد الليمفاوية التائية الجلدي.